# Escala Enigmática
Escala Enigmática (Do italiano: Scala Enigmatica) é uma escala musical heptatônica formada por um conjunto invulgar de intervalos criada em 1888 por Adolfo Crescentini.
Embora ela seja classificada erroneamente como uma "escala exótica", ela é uma escala muito rica por conter notas de tensão como a #11, a #5 e b9, quase se igualando, assim, a escala de tons inteiros de Debussy.

## História
A publicação musical "Gazetta Musicale di Milano" datada de 1888, apresentou uma escala (C - D flat - E - F sharp - G sharp - A Sharp - B - C) inventada por Adolfo Crescentini, então um professor musical desconhecido. Na publicação, Crescentini desafia os compositores a harmonizarem a composição "Ave Maria", apresentada naquela publicação.
Incentivado por Arrigo Boito, o compositor italiano Giuseppe Verdi aceita e concretiza o desafio, compondo a belíssima e famosa peça Ave Maria para coro a 4 vozes mistas a cappella. Verdi compôs um cenário para quatro vozes não acompanhadas, com o baixo cantando as escadas primeiro, seguido por alto, tenor e soprano.
Essa escala seria mais tarde chamada de "enigmática". Giuseppe Verdi faria algumas alterações na escala de Adolfo Crescentini, produzindo pelo menos três tipos mais conhecidos: Escala Verdi 1 (T, b2, 3, 4, b5, b6, b7, 7), Escala Verdi 2 (T, b2, 3, 4, #5, #6, 7) e Escala Verdi 3 (T, b2, 3, #4, #5, #6, 7).
Arnold Schoenberg também fez bastante uso desta escala em suas composições.
No Século XX, John Coltrane, Frank Zappa, Allan Holdsworth, Scott Henderson, John Scofield e John McLaughlin também a exploraram.
Em 1988, Joe Satriani, um dos mais respeitados guitarristas do mundo, compôs e gravou uma canção, intitulada "The Enigmatic" (álbum Not of this Earth) usando somente esta escala, atribuindo a ela um ar mais moderno, com um mistério e uma força expressiva inexplicáveis.